# HD 205739
HD 205739 — звезда, которая находится в созвездии Южная Рыба на расстоянии около 295 световых лет от нас. Вокруг звезды обращается, как минимум, одна планета. В 2019 году звезде было присвоено официальное имя Самая (Sāmaya) , что означает мир на сингальском.

## Характеристики
HD 205739 — типичная бело-желтая звезда главной последовательности, имеющая массу и радиус, равные 1,22 и 1,33 солнечных соответственно. Звезда достаточно горячая, температура её поверхности составляет около 6176 градусов по Кельвину. Её возраст оценивается приблизительно в 2,84 миллиарда лет.

## Планетная система
В 2008 году группой астрономов, работающих в рамках проекта N2K, было объявлено об открытии планеты HD 205739 b в системе. Это газовый гигант, имеющий массу, равную 1,37 массы Юпитера. Планета обращается на расстоянии 0,9 а. е. от родительской звезды, совершая полный оборот за 279 суток. Открытие было совершено методом Доплера.